# راگلزهای رد گپ (فیلم ۱۹۲۳)

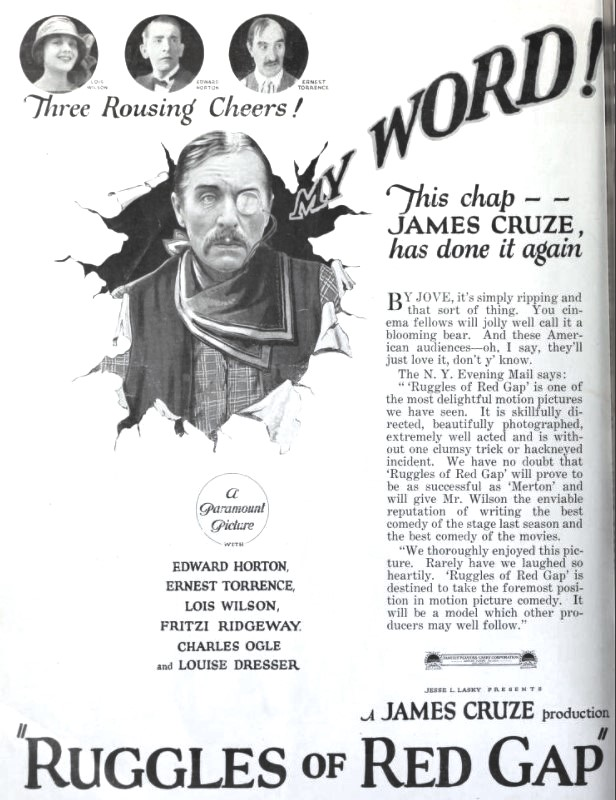
آگهی فیلم راگلزهای ردگپ، ١۶ سپتامبر ١٩٢٣، فیلم دیلی

راگلزهای رد گپ (انگلیسی: Ruggles of Red Gap) فیلمی به کارگردانی جیمز کروز است که در سال ۱۹۲۳ منتشر شد.